# Armoriale dei comuni della città metropolitana di Genova
Questa pagina contiene le armi (stemmi e blasonature) dei comuni della città metropolitana di Genova (ex provincia di Genova).
| Stemma                                                                        | Comune e blasonatura | Gonfalone e/o bandiera                                              |
| ----------------------------------------------------------------------------- | --- | ------------------------------------------------------------------- |
|                                                                               | Arenzano Stemma «Palma col mare, il tutto sormontato da croce rossa in campo d’argento. Cartiglio con il testo Hic manebimus optime.» Gonfalone «Drappo di bianco…» |                                                                     |

Stemma della Città metropolitana di Genova

|                                                                               | Avegno Stemma «D'azzurro, alla campana d'argento; al capo d'argento, alla croce di rosso. Ornamenti esteriori da Comune.» Gonfalone «Drappo partito di bianco e di azzurro…» Lo stemma e il gonfalone sono stati concessi con il decreto del Presidente del Consiglio dei ministri nº 3307 del 19 novembre 1977. |                                                                     |
|                                                                               | Bargagli Stemma «D'azzurro, alla chiesa vista in prospettiva, d'argento, a tre navate, coperta di rosso, aperta e finestrata in fascia di tre, la porta sovrastata dal rosone, il tutto del campo, munita di campanile d'argento, finestrato dalla bifora del campo, con tetto a cuspide, coperto di rosso, la chiesa fondata su una campagna di verde e accompagnata in capo da cinque stelle d'oro, poste 3 e 2. Ornamenti esteriori di Comune.» Gonfalone «Drappo partito di rosso e di azzurro…» Lo stemma e il gonfalone sono stati concessi con il decreto del presidente della Repubblica del 13 luglio 1987. |                                                                     |
|                                                                               | Bogliasco Stemma «Campo di cielo, al fortilizio d'argento, murato di nero, aperto e finestrato, fondato su terreno roccioso nascente dal lembo sinistro dello scudo e sporgente sul mare al naturale, addestrato da un veliero pure al naturale. Ornamenti esteriori da Comune.» Gonfalone «Drappo partito di bianco e di azzurro…» Bandiera «Drappo partito di bianco e di azzurro con caricato al centro lo stemma comunale.» Lo stemma e il gonfalone sono stati concessi con il decreto del presidente della Repubblica del 14 gennaio 1958. |                                                                     |
|                                                                               | Borzonasca Stemma «D'azzurro alla torre d'argento a due palchi, merlata alla guelfa e finestrata, poggiante su un prato verde attraversato da due corsi d'acqua in argento, moventi dai fianchi dello scudo e confluenti nella punta del medesimo. Sotto lo scudo una lista svolazzante azzurra con le estremità bifide riportante il motto in caratteri d'argento: Omnia Vincit Labor.» Gonfalone «Drappo troncato di azzurro e di bianco…» Lo stemma e il gonfalone sono stati concessi con il decreto del presidente della Repubblica del 1º dicembre 1971. |                                                                     |
|                                                                               | Busalla Stemma «Scudetto bicolore celeste e verde con entrostante torre civica con leone rampante e campanile. Soprastante lo scudetto una corona con gemme preziose ed ai lati due rami: di ulivo a sinistra e quercia a destra uniti in basso da un cordone annodato di colore rosso.» Gonfalone «Drappo d'oro…» |                                                                     |
|                                                                               | Camogli Stemma «D'azzurro, alla nave antica a tre vele latine, vogante sopra il mare di verde, fluttuoso d'argento verso una torre d'oro, fondata sopra uno scoglio al naturale, questo uscente dal mare nel fianco destro dello scudo con una stella d'oro raggiante d'argento nel punto del capo. Ornamenti esteriori da Città.» Gonfalone «Drappo di azzurro…» Bandiera «Drappo di azzurro con caricato al centro lo stemma comunale.» Lo stemma comunale è stato concesso con il regio decreto del 3 maggio 1877. |                                                                     |
|                                                                               | Campo Ligure Stemma «Troncato d'azzurro e di verde, alle tre spighe di grano, impugnate, d'oro, legate dello stesso.» Gonfalone «Drappo di bianco…» Bandiera «Drappo partito di azzurro e di verde.» |                                                                     |
|                                                                               | Campomorone Stemma «D'argento, alla torre di rosso, mattonata di nero, finestrata dello stesso, merlata alla ghibellina di sette, fondata sulla pianura di verde, con la vite al naturale accollante in palo, in sbarra, in banda, la torre, nodrita centralmente sulla pianura, pampinosa di verde con la cima movente in banda dalla torre, a destra attigua alla merlatura, essa vite fruttata di tre, di azzurro, due grappoli caricanti la torre, il terzo posto a destra della torre, unito alla cima. Ornamenti esteriori da Comune.» Gonfalone «Drappo di rosso…» Lo stemma e il gonfalone sono stati concessi con il decreto del presidente della Repubblica del 20 febbraio 1996. |                                                                     |
|                                                                               | Carasco Stemma «D'azzurro alla sbarra d'argento, caricata della scritta Carasco in lettere latine maiuscole romane di nero. Ornamenti esteriori di Comune.» Gonfalone «Drappo di bianco…» Lo stemma e il gonfalone sono stati concessi con decreto del presidente della Repubblica del 25 febbraio 1983. |                                                                     |
|                                                                               | Casarza Ligure Stemma «D'azzurro alla casa bruciata al naturale. Ornamenti esteriori da comune con nastro con la scritta: Gens Petronia Casarza Ligure.» Gonfalone «Drappo di azzurro…» Lo stemma e il gonfalone sono stati concessi con decreto del presidente della Repubblica del 18 aprile 1951. |                                                                     |
|                                                                               | Casella Stemma «Troncato: il primo, di azzurro, al castello di argento, murato di nero, torricellato di tre, merlato alla ghibellina, le torri ognuna di tre, il fastigio privo di merli, esso castello finestrato con tre finestrelle tonde nelle torri, una, una, una, di nero, chiuso dello stesso, fondato sulla linea di partizione; il secondo, di rosso, al muro di argento, mattonato di nero, uscente dai fianchi e fondato in punta, cimato da tre grandi merli ghibellini, di argento. Ornamenti esteriori da Comune.» Gonfalone «Drappo partito di azzurro e di bianco…» Lo stemma e il gonfalone sono stati concessi con il decreto del presidente della Repubblica del 5 dicembre 2005. |                                                                     |
|                                                                               | Castiglione Chiavarese Stemma «D'azzurro, alla torre d'argento, aperta e finestrata dello stesso, fondata sulla catena di sei monti di verde, e sostenuta da due leoni d'oro, affrontati. Motto: Impavide. Ornamenti esteriori da Comune.» Gonfalone «Drappo partito di azzurro e di bianco…» |                                                                     |
|                                                                               | Ceranesi Stemma «D'azzurro, all'alveare d'argento, contornato da sei api d'oro e sormontato dal monogramma di Maria pure d'oro. Ornamenti esteriori da Comune.» Gonfalone «Drappo partito di bianco e di azzurro…» Lo stemma e il gonfalone sono stati concessi con decreto del presidente della Repubblica del 21 aprile 1972. |                                                                     |
|                                                                               | Chiavari Stemma «D'azzurro, al castello di tre torri d'argento, aperto e finestrato di nero, fondato sulla campagna di verde, caricata d'una chiave d'oro, coricata, con l'ingegno a destra ed all'ingiù. Corona comitale; Sostegni: due rami di olivo e di quercia; Motto: vitam excoluere per artes.» Gonfalone «Drappo troncato di azzurro e di verde…» Bandiera «Di origine napoleonica, è formata dai colori verde e blu, simboli dell'ambiente naturale, terra, colline, mare e cielo.» Lo stemma è stato concesso con RR.LL.PP. del 18 marzo 1834, registrate al Controllo Generale il 13 giugno 1834 ed interinate dalla Camera dei Conti con proprio provvedimento in data 28 giugno 1834 (Registro 442, foglio 478) |                                                                     |
|                                                                               | Cicagna Stemma «D'argento, al fiume d'azzurro scorrente sotto un ponte di rosso ad un'arcata, murato di nero e sostenente una torre dello stesso, chiusa e finestrata di nero e merlata alla guelfa. Ornamenti esteriori da comune.» Gonfalone «Drappo partito di azzurro e di bianco…» Lo stemma e il gonfalone sono stati concessi con decreto del presidente della Repubblica nº 2001 del 30 giugno 1976. |                                                                     |
|                                                                               | Cogoleto Stemma «Lo scudo propriamente detto è contornato da una striscia d'argento. Nella parte superiore dello scudo è segnata la Croce rossa in campo bianco essendo della città di Genova della cui Repubblica sempre fece parte questo Comune. Il campo dello scudo è di color verde essendo di eguale colore quello della Città di Varazze, della cui Podesteria fece parte questo Comune ai tempi della Genovese Repubblica. Nella parte inferiore dello scudo è segnato il mare, sulla cui riva è formato questo Paese di Cogoleto. Nel mezzo del campo dello scudo si eleva un castello d'antica costruzione in memoria di quello che già si ergeva su questo lido e da Ottone II di Germania nel mille duecento donato alla famiglia Colombo di questa terra. Sul Castello si posa una Colomba che porta nel suo becco l'anagramma XP° Ferens col quale si soleva segnare il divinatore del nuovo mondo, epperciò i due emblemi si riferiscono al ricordo di Cristoforo Colombo, dal quale questo Cogoleto per irrefragabili documenti a ragione è detto sua patria. Lo stemma viene coronato da una corona torrita, quale si conviene a un Comune composto di un numero di abitanti inferiore ai tremila. Tutto lo stemma è contornato da due rami d'alloro. In calce sono segnati i colori del Vessillo Nazionale, e su questi il nome del Comune.» Gonfalone «Drappo di bianco…» Provvedimento del Consiglio Comunale del 9 ottobre 1887. |                                                                     |
|                                                                               | Cogorno Stemma «Partito: nel primo, d'azzurro alla torre d'oro, con merli alla ghibellina, munita di sei beccatelli a mezza altezza, terrazzata di verde; nel secondo, di rosso, alla facciata della basilica di San Salvatore d'oro, al capo d'argento, caricato di un piccone nero, posto in fascia con la punta verso il basso. Ornamenti esteriori da Comune, con nastro tricolore.» Gonfalone «Drappo partito di rosso e di azzurro…» Lo stemma e il gonfalone sono stati concessi con decreto del presidente della Repubblica n° 440 del 13 dicembre 1983. |                                                                     |
|                                                                               | Coreglia Ligure Stemma «D'argento, al ramoscello di castagno, fogliato di sette, posto in barra, di verde, attraversato dal tralcio di vite, di verde, centrato, pampinoso dello stesso a destra in alto, con tre cirri dello stesso, fruttato in basso a sinistra dal grappolo d'uva violaceo al naturale. Ornamenti esteriori da Comune.» Gonfalone «Drappo troncato di verde e di bianco, riccamente ornato di ricami d'argento e caricato dallo stemma sopra descritto con la iscrizione centrata in argento, recante la denominazione del Comune.» Lo stemma e il gonfalone sono stati concessi con decreto del presidente della Repubblica del 27 dicembre 2009. |                                                                     |
|                                                                               | Crocefieschi Stemma «Partito: il primo d'azzurro, alla croce d'argento, il secondo bandato d'azzurro e d'argento. Ornamenti esteriori da Comune.» Lo stemma e il gonfalone sono stati concessi con regio decreto del 2 settembre 1938. |                                                                     |
|                                                                               | Davagna Stemma «D'azzurro, al leone d'argento con un giglio d'oro nella zampa anteriore destra. Scudo sormontato da una corona formata da un cerchio di muro in oro, con quattro porte, sormontato da otto merli, uniti da muriccioli di colore argento. Ornamenti esteriori da comune.» Gonfalone «Drappo di rosso…» Lo stemma è stato concesso con il regio decreto del 27 maggio 1894. |                                                                     |
|                                                                               | Fascia Stemma «Inquartato: nel 1º e nel 4º di rosso; nel 2º e nel 3º di azzurro, alle tre spighe di grano d'oro, impugnate e legate di rosso; con la fascia diminuita d'argento, posta sulla troncatura. Ornamenti esteriori da Comune.» Gonfalone «Drappo di bianco alla bordura di azzurro…» Lo stemma e il gonfalone sono stati concessi con decreto del presidente della Repubblica del 19 gennaio 1999. |                                                                     |
|                                                                               | Favale di Malvaro Stemma «Cielo sovrastante tre boschi di querce al naturale, separati da due torrenti d'argento, ombrati d'azzurro, che nascono da una giogaia di montagne rocciose, sempre al naturale, e confluiscono a pergola in punta. Ornamenti esteriori da comune.» Gonfalone «Drappo di azzurro…» Lo stemma e il gonfalone sono stati concessi con decreto del presidente della Repubblica del 12 ottobre 1972. |                                                                     |
|                                                                               | Fontanigorda Stemma «Bandato d'azzurro e d'argento, caricato sul tutto da una catena di monti rocciosi posti in fascia, con ai loro piedi una coltre boscosa, il tutto al naturale; la cima centrale più alta è sormontata da un'aquila dal volo spiegato con la testa rivoltata. Ornamenti esteriori da Comune.» Gonfalone «Drappo di azzurro…» Lo stemma e il gonfalone sono stati concessi con decreto del presidente della Repubblica del 14 ottobre 1971. |                                                                     |
|                                                                               | Genova Stemma «Drappo di azzurro…» Lo stemma è stato concesso con regio decreto del 21 marzo 1897. |                                                                     |
|                                                                               | Gorreto |                                                                     |
|                                                                               | Isola del Cantone Stemma «Torre merlata posta alla confluenza di due corsi d'acqua. Sullo sfondo, una catena di montagne e il cielo con nuvole sparse. In alto la scritta: Fluminibus detergor, montibus tutor. Stemma sormontato da corona turrita con merli.» Gonfalone «Drappo di bianco…» |                                                                     |
|                                                                               | Lavagna Stemma «D'oro alla banda ondata d'azzurro, accompagnata in capo da un castello fondato sulla roccia, al naturale, e cimato da una gru, colla sua vigilanza d'argento. Ornamenti esteriori da Città.» Gonfalone «Drappo di azzurro…» Lo stemma è stato concesso con il regio decreto del 23 febbraio 1890. |                                                                     |
|                                                                               | Leivi Stemma «D'argento, all'aquila di nero, rostrata e coronata all'antica d'oro, illuminata di rosso, la testa rivoltata e posta di profilo, afferrante con la zampa destra quattro fulmini saettanti di rosso e con quella sinistra altri tre dello stesso. Ornamenti esteriori da Comune.» Gonfalone «Drappo partito di rosso e di bianco…» Lo stemma e il gonfalone sono stati concessi con decreto del presidente della Repubblica del 5 giugno 2001. |                                                                     |
|                                                                               | Lorsica Stemma «D'azzurro, all'orso grigio ritto, linguato ed armato di rosso con le sette stelle dell'Orsa Minore d'oro. Sotto lo scudo su lista d'azzurro con le estremità bifide svolazzanti, il motto in caratteri maiuscoli d'oro: Non Novi Noctem. Ornamenti esteriori da Comune.» Gonfalone «Drappo di giallo…» Lo stemma e il gonfalone sono stati concessi con decreto del presidente della Repubblica n. 736 del 27 febbraio 1980. |                                                                     |
|                                                                               | Lumarzo Stemma «Vi è rappresentato il dio Marte, vestito da guerriero, che emerge da un bosco, ai cui piedi scorrono tre corsi d'acqua: i torrenti Lumarzo, Ferriere e Lavagna.» Gonfalone «Drappo troncato di verde e di giallo…» Lo stemma è stato concesso con decreto del presidente del Consiglio dei ministri del 27 febbraio 1976. |                                                                     |
|                                                                               | Masone Stemma «D'azzurro, all'incudine d'argento, su di un basamento rettangolare d'oro, cimata da un martello posto in palo con il ferro d'argento e il manico di legno al naturale. Il basamento fondato sulla pianura verde, con due collinette sempre di verde; a due querce, una a destra e l'altra sinistra, con la chioma con foglie e il tronco al naturale. Col capo partito, sostenuto da un filetto d'oro: nel primo, d'azzurro, al monogramma Mariano d'oro; nel secondo, d'argento, alla croce di rosso. Lo scudo timbrato da una corona turrita con merli.» Gonfalone «Drappo di bianco bordato di azzurro…» Lo stemma e il gonfalone sono stati concessi con decreto del presidente della Repubblica del 10 luglio 2000. |                                                                     |
|                                                                               | Mele Stemma «D'azzurro, all'arnia di legno al naturale, cupolata, poggiante su una campagna di verde, accostata da sette api d'oro ad ali spiegate, di cui cinque disposte a semicerchio intorno all'arnia, una di fronte e l'altra nell'angolo superiore dello scudo. Il tutto sormontato da una lista d'argento con la scritta in caratteri neri: Ex melle mihi nomen. Ornamenti esteriori da Comune.» Gonfalone «Drappo partito di giallo e di azzurro…» Bandiera «Drappo partito di giallo e di azzurro con caricato al centro lo stemma comunale.» Lo stemma e il gonfalone sono stati concessi con decreto del presidente della Repubblica del 20 gennaio 1961. |                                                                     |
|                                                                               | Mezzanego Stemma «D'argento, alle due torri rosse, murate di nero, merlate alla guelfa di tre, aperte del campo. Ornamenti esteriori da comune.» Gonfalone «Drappo partito di rosso e di bianco…» Lo stemma e il gonfalone sono stati concessi con decreto del presidente della Repubblica del 17 luglio 1982. |                                                                     |
|                                                                               | Mignanego Stemma «D'azzurro, a due monti d'oro, moventi dai lati dello scudo e fra i quali scorre un fiume ondeggiante in palo, al naturale, i monti sormontati da cinque stelle d'oro, ordinate in fascia. Ornamenti esteriori da Comune.» Gonfalone «Drappo di azzurro…» Lo stemma è stato concesso con il regio decreto del 27 luglio 1928 e registrato con leggi patenti del 6 dicembre 1928. |                                                                     |
|                                                                               | Moconesi Stemma «Di rosso, alla capra saliente d'argento. Ornamenti esterni da Comune.» Gonfalone «Drappo partito di bianco e di rosso…» Lo stemma e il gonfalone sono stati concessi con il decreto del presidente della Repubblica del 22 ottobre 1963. |                                                                     |
|                                                                               | Moneglia Stemma «Di rosso, al castello aperto e torricellato di un pezzo centrale, finestrato di uno, il tutto al naturale di pietra e murato di nero, il fastigio merlato di cinque, la torre di tre, alla ghibellina, la torre sostenente un leone d'oro. Ornamenti esteriori da Comune.» Gonfalone «Drappo di bianco…» |                                                                     |
|                                                                               | Montebruno Gonfalone «Drappo di rosso…» |                                                                     |
|                                                                               | Montoggio Stemma «Bandato d'argento e di azzurro, alla croce piana, di rosso, attraversante. Ornamenti esteriori da Comune.» Gonfalone «Drappo di azzurro…» Lo stemma e il gonfalone sono stati concessi con il decreto del presidente della Repubblica dell'11 marzo 1981. |                                                                     |
|                                                                               | Ne Stemma «Di azzurro, a tre torrioni di argento, murati di nero, merlati alla guelfa, aperti del campo, fondati sulla terrazza di verde; al leone d'oro, coronato dello stesso, poggiato sul merlo centrale del torrione mediano. Ornamenti esteriori da Comune.» Gonfalone «Drappo partito di bianco e azzurro riccamente ornato di ricami d'argento e caricato dello stemma con l'iscrizione centrata in argento: Comune di Ne. Parti di metallo e cordoni argentati. Asta verticale ricoperta di velluto dai colori bianco ed azzurro con bullette argentate poste a spirale. Nella freccia rappresentano lo stemma e sul gambo inciso il nome. Cravatta a nastri con il tipico tricolore nazionale frangiati di argento.» Lo stemma e il gonfalone sono stati concessi con il decreto del presidente della Repubblica dell'11 marzo 1953. |                                                                     |
|                                                                               | Neirone Stemma «Di rosso, alla torre al naturale, posta su di una terrazza di verde, merlata alla guelfa, chiusa e finestrata di cinque di nero, poste in fascia, 3 e 2, cimata da una banderuola bifida d'azzurro, svolazzante, con la parola Fides in caratteri capitali d'oro, la torre caricata dello scudetto d'argento, alla croce di rosso. Ornamenti esteriori da Comune.» Gonfalone «Drappo troncato di rosso e di blu, riccamente ornato di ricami d'oro e di argento e caricato dallo stemma con sopra e centrata la iscrizione recante la denominazione Comune di Neirone.» Lo stemma e il gonfalone sono stati concessi con decreto del presidente della Repubblica dell'8 aprile 1975. |                                                                     |
|                                                                               | Orero Stemma «Di azzurro, alla torre di due palchi, d'argento, murata di nero, merlata alla guelfa, quattro merli nel palco inferiore, tre nel palco superiore, chiusa di nero, finestrata di due, una per ogni palco, dello stesso, essa torre fondata sulla pianura di verde e cimata dalla bandiera con l'asta di nero e il drappo triangolare di rosso sventolante a sinistra. Ornamenti esteriori da Comune.» Gonfalone «Drappo di rosso…» Lo stemma e il gonfalone sono stati concessi con il decreto del presidente della Repubblica del 22 dicembre 2010. |                                                                     |
|                                                                               | Pieve Ligure Stemma «Partito: nel primo, d'azzurro al monogramma della Madonna d'oro; nel secondo, d'argento, alla torre finestrata del campo, fondata su terreno roccioso, il tutto al naturale; alla sbarra di verde fluttuosa d'argento, sulla partizione, con tre caravelle di Colombo pure al naturale. Ornamenti esteriori da Comune.» Gonfalone «Drappo tagliato di bianco e di azzurro…» Lo stemma e il gonfalone sono stati concessi con il decreto del presidente della Repubblica del 24 febbraio 1956. |                                                                     |
|                                                                               | Portofino Stemma «Castello in mattoni grigi con sfondo di azzurro chiaro come cielo ed azzurro intenso come mare alla base del castello, con delfino che nuota, il tutto contornato da rami di pino e pigne sormontato da una corona grigia.» Gonfalone «Drappo partito di azzurro riccamente ornato di ricami d'argento e caricato dello stemma, castello grigio con sfondo bianco e mare azzurro alla base con un delfino che nuota, con l'iscrizione in giallo centrata in alto: Comune di Portofino. Cordoni dorati in basso, ed un delfino grigio nella parte in basso a sinistra.» |                                                                     |
|                                                                               | Propata Stemma «D'argento, all'albero sradicato al naturale; alla bordura di porpora. Ornamenti esteriori da Comune.» Gonfalone «Drappo di bianco…» Lo stemma e il gonfalone sono stati concessi con il decreto del presidente della Repubblica del 4 maggio 1983. |                                                                     |
| Stemma de facto, con cartoccio Stemma de iure, in cui il cartoccio non appare | Rapallo Stemma «D'azzurro, al monogramma di Maria, accostato da due grifoni controrampanti, sostenenti, con le zampe anteriori, una corona, il tutto d'oro. Ornamenti esteriori di Città.» Gonfalone «Drappo di colore azzurro, riccamente ornato di ricami d'oro e caricato dello Stemma sopra descritto con iscrizione sovrastante di: Commvni Rapalli e con quella centrata in oro: Città di Rapallo. Le parti di metallo e i cordoni saranno dorati. L'asta verticale sarà ricoperta di velluto azzurro con bullette dorate poste a spirale. Nella freccia sarà rappresentato lo Stemma della Città e sul gambo inciso il nome. Cravatta e nastri tricolorati dai colori nazionali frangiati d'oro.» Bandiera «Drappo di colore azzurro riportante in alto a sinistra la scritta Rapallo e al centro - su scudo bianco - due grifoni controrampanti sostenenti con le zampe anteriori la sigla mariana sormontata dalla corona di Città. Il tutto stilizzato.» | Bandiera utilizzata ufficialmente Bandiera de jure Bandiera storica |
|                                                                               | Recco Stemma «Campo di cielo, alla torre d'argento, chiusa e murata di nero, merlata di sei alla ghibellina, sormontata da una stella d'oro e posta su una campagna mareggiata d'argento. Ornamenti esteriori da Città.» Gonfalone «Drappo di azzurro…» Bandiera «Drappo partito di azzurro e di bianco…» Lo stemma e il gonfalone sono stati concessi con il decreto del presidente della Repubblica del 16 aprile 2002. |                                                                     |
|                                                                               | Rezzoaglio Stemma «Semipartito troncato: nel primo, bandato di azzurro e di argento; nel secondo troncato di oro e di argento, all'aquila con il volo spiegato, attraversante, di nero, coronata con corona all'antica di tre punte visibili, dello stesso; nel terzo troncato di rosso e di oro, allo spino secco di nero, attraversante, posto in palo. Ornamenti esteriori da Comune.» Gonfalone «Drappo partito di azzurro e di bianco, riccamente ornato di ricami argento e caricato dallo stemma con sopra e centrata la iscrizione recante la denominazione Comune di Rezzoaglio.» Lo stemma e il gonfalone sono stati concessi con il decreto del presidente della Repubblica del 24 aprile 1997. |                                                                     |
|                                                                               | Ronco Scrivia Stemma «Scudo ovale d'azzurro, al leone d'oro, sostenente con le zampe anteriori una roncola per potare, in palo, al naturale. Corona d'oro a sette punte e ornamenti esteriori da Comune, legati all'estremità da un nastro tricolore.» |                                                                     |
|                                                                               | Rondanina Stemma «Troncato semipartito: nel primo, di argento, alla rondine nera, volante, posta in sbarra abbassata; nel secondo, tagliato d'azzurro e d'oro; nel terzo, trinciato di rosso e d'azzurro. Ornamenti esteriori da Comune.» Gonfalone «Drappo di bianco…» Lo stemma e il gonfalone sono stati concessi con il decreto del presidente della Repubblica del 1 gennaio 1999. |                                                                     |
|                                                                               | Rossiglione Stemma «Partito: nel primo, d'argento, alla palma al naturale, terrazzata di verde e sostenuta da un leone pure al naturale, coronato all'antica d'oro; nel secondo, d'argento, a tre sbarre d'azzurro. Ornamenti esteriori da Comune.» Gonfalone «Drappo di azzurro…» Lo stemma è stato concesso con il regio decreto del 22 settembre 1927; il gonfalone è stato invece concesso con il regio decreto dell'11 maggio 1936. |                                                                     |
|                                                                               | Rovegno Stemma «D'azzurro, al melo di verde, al naturale, fruttato di quattro, d'oro, fondato sulla vetta centrale della bassa montagna composta da tre vette, di verde. Motto: Montibvs et silvis. Ornamenti esteriori da Comune.» Gonfalone «Drappo di giallo…» Bandiera «Drappo di giallo con caricato al centro lo stemma comunale.» Lo stemma e il gonfalone sono stati concessi con il decreto del presidente della Repubblica del 29 ottobre 1997. |                                                                     |
|                                                                               | San Colombano Certenoli Stemma «Troncato: nel PRIMO, d'azzurro, alla torre mattonata di rosso, murata di nero, merlata, aperta d'oro; nel SECONDO, di verde, alla fascia ondata d'argento e d’azzurro, attraversante, accompagnata in punta da una colomba rivolta atterrante d'argento. Sotto lo scudo su lista bifida svo-lazzante d’azzurro il motto, a lettere maiuscole di nero, Inter valles augeo. Ornamenti esteriori da Comune.» Gonfalone «Drappo di bianco…» Lo stemma e il gonfalone sono stati concessi con decreto del presidente della Repubblica del 12 gennaio 2021. |                                                                     |
|                                                                               | Sant'Olcese Stemma «Troncato da una fascia abbassata scaccata di rosso e d'argento; il primo partito di rosso e d'azzurro: a) trinciato ad una spina di botte d'oro, e ad una scaletta dello stesso, poste in palo; b) ad un leone passante d'oro; il secondo alla figura di sant'Olcese vescovo in campo di cielo, accostato da un orso bruno fermo, nel fianco destro, una torre di pietra merlata alla guelfa, chiusa e finestrata di due, fondata su un colle al naturale; nel fianco sinistro, un albero pure al naturale inclinato su un mulino con il tetto di rosso. Ornamenti esteriori da Comune.» Gonfalone «Drappo di rosso…» Lo stemma e il gonfalone sono stati concessi con il decreto del presidente della Repubblica n. 2371 dell'8 luglio 1980. |                                                                     |
|                                                                               | Santa Margherita Ligure Stemma «Nello stemma comunale è rappresentato un delfino in mezzo al mare dove, sul fondo, è raffigurato un corallo rosso che richiama l'antica attività marinara concentrata sulla raccolta e commercio del prodotto tipica del territorio sammargheritese e del Tigullio. Nella parte superiore le tre stelle dorate rappresenterebbero le tre principali comunità di Santa Margherita Ligure.» Gonfalone «Drappo di azzurro…» |                                                                     |
|                                                                               | Santo Stefano d'Aveto Stemma «Inquartato: a) d'oro, ad uno spino secco di nero; b) d'azzurro, a tre bande d'argento; c) troncato d'oro e d'argento ad un'aquila di nero, coronata d'oro; d) d'azzurro, ad un abete sradicato al naturale. In cuore uno scudetto d'argento, caricato da un castello di rosso, torricellato, merlato alla guelfa; sulla torre centrale più elevata un vessillo di bianco, caricato da una croce di rosso. Ornamenti esteriori da Comune.» Gonfalone «Drappo di azzurro…» Lo stemma e il gonfalone sono stati concessi con il decreto del presidente della Repubblica n. 2218 del 9 febbraio 1983. |                                                                     |
|                                                                               | Savignone Gonfalone «Drappo di azzurro…» |                                                                     |
|                                                                               | Serra Riccò Stemma «D'azzurro, al castello esagonale d'oro murato di nero, torricellato di tre, merlato alla guelfa, fondato su campagna di verde, davanti ad un monte di tre cime al naturale.» Gonfalone «Drappo troncato, di giallo e di azzurro, riccamente ornato di ricami d'argento e caricato dello stemma comunale, con le iscrizioni centrate in argento: Comune di Serra Riccò.» Bandiera «Drappo partito di giallo e di azzurro…» Lo stemma e il gonfalone sono stati concessi con il decreto del presidente della Repubblica del 28 settembre 1966. |                                                                     |
|                                                                               | Sestri Levante Stemma «Un'isola rocciosa con due torri merlate in campo azzurro, lo scudo è sormontato dalla corona civica di Città ed è accompagnato da rami di quercia e di alloro.» Gonfalone «Di colore azzurro, contornato in oro, recante al centro lo stemma comunale.» Bandiera «Drappo di bianco caricato al centro dello stemma comunale.» |                                                                     |
|                                                                               | Sori Stemma «D'azzurro, alla banda d'argento, caricata di tre rose di rosso, gambute e fogliate di verde, poste nel senso della banda. Ornamenti esteriori da Comune.» Gonfalone «Drappo di colore azzurro, riccamente ornato di ricami d'argento e caricato dello stemma sopra descritto con l'iscrizione centrata in argento: Comune di Sori. Le parti di metallo ed i cordoni saranno argentati. L'asta verticale sarà ricoperta di velluto azzurro con bullette argentate poste a spirale. Nella freccia sarà rappresentato lo stemma del Comune e sul gambo inciso il nome. Cravatta e nastri tricolorati dai colori nazionali frangiati d'argento.» Bandiera «Drappo partito di azzurro e di bianco caricato al centro dello stemma comunale.» Lo stemma e il gonfalone sono stati concessi con il decreto del presidente della Repubblica del 4 dicembre 1954. |                                                                     |
|                                                                               | Tiglieto Stemma «Di cielo, all'albero di tiglio al naturale, nodrito dalla campagna di verde, sormontato da un pastorale in banda e una spada in sbarra posti in decusse e sovrastati da una mitra con le infule svolazzanti, il tutto d'argento.» Gonfalone «Drappo partito di bianco e di azzurro…» Lo stemma precedentemente in uso era stato concesso con regio decreto del 10 ottobre 1942. |                                                                     |
|                                                                               | Torriglia Stemma «Troncato: il primo d'azzurro, all'aquila spiegata di nero, allumata di rosso; il secondo di verde, a tre torri d'argento, murate di nero, chiuse e finestrate dello stesso e merlate alla guelfa di tre. Ornamenti esteriori da Comune.» Gonfalone «Drappo di bianco bordato di azzurro…» Lo stemma e il gonfalone sono stati concessi con il decreto del presidente della Repubblica del 21 marzo 1997. |                                                                     |
|                                                                               | Tribogna Stemma «D'azzurro, al castello d'argento, torricellato di tre pezzi, il centrale più elevato, mattonato, aperto e finestrato di nero, merlato alla guelfa, sormontato da tre stelle di sei raggi d'oro, ordinate in fascia. Ornamenti esteriori da Comune.» Gonfalone «Drappo partito di bianco e di giallo…» Lo stemma e il gonfalone sono stati concessi con il decreto del presidente della Repubblica del 24 maggio 1959. |                                                                     |
|                                                                               | Uscio Stemma «Lo stemma è a forma di scudo spaccato nei colori oro nella parte superiore e argento nella parte inferiore, al centro compare una mucca davanti ad un albero di quercia. Sopra lo scudo vi è una corona a forma di torre merlata di colore argento. Sotto lo scudo vi è la scritta Janua patet.» Gonfalone «Drappo di bianco…» |                                                                     |
|                                                                               | Valbrevenna Stemma «Bandato d'argento e di azzurro, con il monte all'italiana di sei colli, fondato in punta e attraversante, di verde; al capo di rosso, caricato da sette croci scorciate, d'oro, poste tre e quattro, ordinate in due fasce. Ornamenti esteriori da Comune.» Gonfalone «Drappo di bianco…» Lo stemma e il gonfalone sono stati concessi con il decreto del presidente della Repubblica del 29 gennaio 2003. |                                                                     |
|                                                                               | Vobbia Stemma «D'azzurro, al castello d'oro, murato di nero, merlato alla guelfa, con due torri merlate ognuna di sei, con il fastigio merlato di sette. Il castello chiuso di nero, finestrato di cinque di nero, due finestre nelle torri, tre ordinate in fascia sotto il fastigio, fondato sulla pianura di verde, sormontato centralmente dalla lettera maiuscola V d'oro e lateralmente da due stelle di otto raggi ciascuna, anch'esse d'oro, poste sopra le torri. Ornamenti esteriori da Comune.» Gonfalone «Drappo di colore giallo…» Lo stemma e il gonfalone sono stati concessi con il decreto del presidente della Repubblica del 1º marzo 2000. |                                                                     |
|                                                                               | Zoagli Stemma «Troncato: il primo d'oro, al castello d'azzurro; il secondo d'azzurro, al castello d'oro. Entrambi murati di nero, merlati alla ghibellina, con il fastigio di dodici merli, il palco inferiore di cinque e tre finestre, quello superiore di tre e due finestre, i merli centrali delle torri sostengono una bandiera. Ornamenti esteriori da Comune.» Gonfalone «Drappo partito di azzurro e di giallo…» Bandiera «Drappo partito di azzurro e di giallo con caricato al centro lo stemma comunale.» Lo stemma e il gonfalone sono stati concessi con il decreto del presidente della Repubblica del 14 marzo 2002. |                                                                     |

## Ex comuni
| Stemma | Ex comune e blasonatura | Gonfalone e/o bandiera |
| ------ | --- | ---------------------- |
|        | Bavari (dal 1926 annesso al comune di Genova) Stemma «Leone d'oro, coronato e rampante, in campo rosso sanguigno.» Gonfalone «Drappo di bianco…» |                        |
|        | Pegli (dal 1926 annesso al comune di Genova) Stemma «Inquartato: al 1º d'argento, alla croce di rosso; al 2º d'oro, alla palma nodrita sulla pianura erbosa, il tutto al naturale; al 3º d'oro, all'olivo al naturale, sradicato e con rami decussati; al 4º d'argento, al caduceo di rosso. Esso stemma sarà cimato dalla corrispondente corona, formata da un cerchio di muro d'oro, aperto di quattro porte, sormontato da otto merli dello stesso, uniti da muricciuoli d'argento.» Lo stemma è stato concesso con il regio decreto del 16 aprile 1882 e regie lettere patenti del 9 maggio 1882 |                        |
|        | Pra' (dal 1926 annesso al comune di Genova) |                        |
|        | Quarto dei Mille (dal 1926 annesso al comune di Genova) Stemma «D'argento alla croce di rosso, caricata in cuore da uno scudetto inquartato in decusse, al 1º di azzurro, al 2º e 3º di argento, al 4º di rosso.» Lo stemma è stato concesso con il regio decreto del 24 ottobre 1910 e regie lettere patenti del 5 gennaio 1911. |                        |
|        | Sampierdarena (dal 1926 annesso al comune di Genova) |                        |
|        | Sestri Ponente (dal 1926 annesso al comune di Genova) |                        |
|        | Voltri (dal 1926 annesso al comune di Genova) |                        |